# Petrinjci
Petrinjci is een plaats in de gemeente Sunja in de Kroatische provincie Sisak-Moslavina. De plaats telt 183 inwoners (2001).